# Villingen (Hesse)
Villingen est un village en Allemagne. Il se situe près de la ville de Hungen, en Hesse. La localité comptait 1448 habitants en 2007.

## Personnalités liées à la commune
- Willi Ziegler (1929-2002), un paléontologue allemand (naissance)